# Helmut Willke
Helmut Willke (* 30. Mai 1945 in Tailfingen; † 15. Januar 2024 in Köln) war Professor für Global Governance und Vizepräsident für den Bereich Forschung an der Zeppelin Universität in Friedrichshafen mit Gastprofessuren in Washington, D.C., Genf und Wien.

## Leben
Willke, aufgewachsen in Tettnang, studierte ab 1968 Rechtswissenschaft und Soziologie in Tübingen und Köln. 1975 wurde er in Tübingen mit einer Arbeit über „Stand und Kritik der neueren Grundrechtstheorie, Schritte zu einer normativen Systemtheorie“ promoviert. Betreuer der Arbeit war der Staatsrechtler Günter Dürig. Bereits 1982 erhielt er – noch während seines Habilitationsverfahrens – einen Ruf an die Universität Bielefeld. 1982 habilitierte er sich in Köln mit seiner Schrift über die „Entzauberung des Staates“.
Besondere Bedeutung hat das wissenschaftliche Wirken Helmut Willkes für die soziologische Systemtheorie. Willke hat Weiterentwicklungen des Theoriewerks Niklas Luhmanns bewirkt, indem er es im Bereich der Planungs- und Entscheidungstheorie um Aspekte der gesellschaftlichen Steuerung erweitert hat. Dabei geht Willke davon aus, dass staatliche Steuerungskompetenzen vorhanden sind, durch die Komplexität moderner Gesellschaften allerdings beschränkt werden. Besonders die systemtheoretischen Kerntheoreme von Autopoiesis und operativer Geschlossenheit erschweren die Einwirkung über Systemgrenzen hinweg, sodass Steuerungsleistung laut Willke vornehmlich daraus entsteht, die Rahmenbedingungen so zu gestalten, dass andere Systeme diese als handlungsstimulierend aufgriffen (Kontextsteuerung).
Seit Anfang der 2000er Jahre (Atopia-Reihe) beschäftigte sich Willke vornehmlich mit Fragen der Wissenssoziologie und Global Governance. Im Gegensatz zu Luhmann nahm er keine Weltgesellschaft an, da zwar die globale kommunikative Erreichbarkeit gegeben, die Steuerungsmöglichkeiten der globalen Politik aber nicht ausreichend ausgeprägt seien. Willke ging stattdessen von der Existenz sogenannter Lateraler Weltsysteme aus, die für jedes globale Funktionssystem spezifisch Steuerungsleistungen aufbringen und in ihrer Ausdifferenzierung mit den Funktionssystemen nationaler Gesellschaften vergleichbar seien.
Helmut Willke wohnte mit seiner Ehefrau und zwei Kindern in Pulheim bei Köln.

## Auszeichnungen
- 1994: Leibniz-Preis der Deutschen Forschungsgemeinschaft

## Veröffentlichungen
- Entzauberung des Staates. Überlegungen zu einer gesellschaftlichen Steuerungstheorie, Königstein/Ts. (Athenäum) 1983.
- Systemtheorie entwickelter Gesellschaften, München 1989; 2. Aufl. 1993.
- Ironie des Staates. Grundlinien einer Staatstheorie polyzentrischer Gesellschaft, Frankfurt a. M. 1992 (Suhrkamp).
- Systemtheorie I: Eine Einführung in die Grundprobleme, Stuttgart 1982 (Fischer UTB); 6. Aufl. 2000.
- Systemtheorie II: Interventionstheorie. Einführung in die Theorie der Intervention in komplexe Sozialsysteme, Stuttgart 1994 (Fischer, UTB); 3. Aufl. 1999.
- Systemtheorie III: Steuerungstheorie, Stuttgart 1995 (Fischer, UTB); 3. Aufl. 2001.
- Supervision des Staates. Frankfurt a. M. 1997 (Suhrkamp).
- Systemisches Wissensmanagement (Mit Fallstudien), Stuttgart 1998 (UTB); 2. überarbeitete Aufl. 2001.
- Atopia. Studien zur atopischen Gesellschaft, Frankfurt (Suhrkamp) 2001.
- Dystopia. Studien zur Krisis des Wissens der modernen Gesellschaft, Frankfurt a. M. (Suhrkamp) 2002.
- Heterotopia. Studien zur Krise der Ordnung moderner Gesellschaften, Frankfurt a. M. (Suhrkamp) 2003.
- Einführung in das systemische Wissensmanagement, Heidelberg (Carl-Auer) 2004.
- Symbolische Systeme. Grundriss einer soziologischen Theorie, Weilerswist (Velbrück Wissenschaft) 2005.
- Global Governance, Bielefeld 2006 (transcript).
- Smart Governance. Governing the Global Knowledge Society, Frankfurt a. M./New York (Campus) 2007.
- mit Gerhard Willke: Political Governance of Capitalism: A Reassessment Beyond the Global Crisis, 2012, ISBN 978-1-78100-618-4.
- Demokratie in Zeiten der Konfusion, Berlin 2014 (Suhrkamp), ISBN 978-3-518-29731-5.
- Dezentrierte Demokratie. Prolegomena zur Revision politischer Steuerung, Berlin (Suhrkamp) 2016, ISBN 978-3-518-29782-7.
- Komplexe Freiheit. Konfigurationsprobleme eines Menschenrechts in der globalisierten Moderne. transcript Verlag, Bielefeld 2019, ISBN 978-3-8376-4564-4.
- Klimakrise und Gesellschaftstheorie. Zu den Herausforderungen und Chancen globaler Umweltpolitik, Campus, Frankfurt am Main 2023, ISBN  978-3-5935-1792-6.